# Antonio Rodrigues de Mello
Antonio Rodrigues de Mello (Campinas, 15 de janeiro de 1911 – 8 de julho de 1988) foi um médico brasileiro.
Foi eleito membro da Academia Nacional de Medicina em 1958, ocupando a Cadeira 49, que tem Enjolras Vampré como patrono.